# 吴调卿
吴调卿（1850年—1928年），名懋鼎，号荫伯，祖籍安徽婺源（今属江西）。中国近代官商人物，曾任天津汇丰银行首席买办、关内外铁路总局督办、京师农工商总局督办大臣等职务，受命创办山海关北洋铁路官学堂，是清末重要的金融、铁路和教育领域的开拓者之一。
吴调卿与泰来洋行的王铭槐、太古洋行的郑翼之和怡和洋行天津分行的梁炎卿，合称为清末天津四大买办。

## 生平
吴调卿生于清道光三十年（1850年），幼年时为避太平天国战乱，随家人迁居苏州，在笔庄学徒谋生。17岁时，经介绍前往上海，从事外轮跑舱等杂役工作，后在汇丰银行任马车夫，逐渐学习洋泾浜英语，进入洋行体系，终在汇丰银行晋升为副买办。

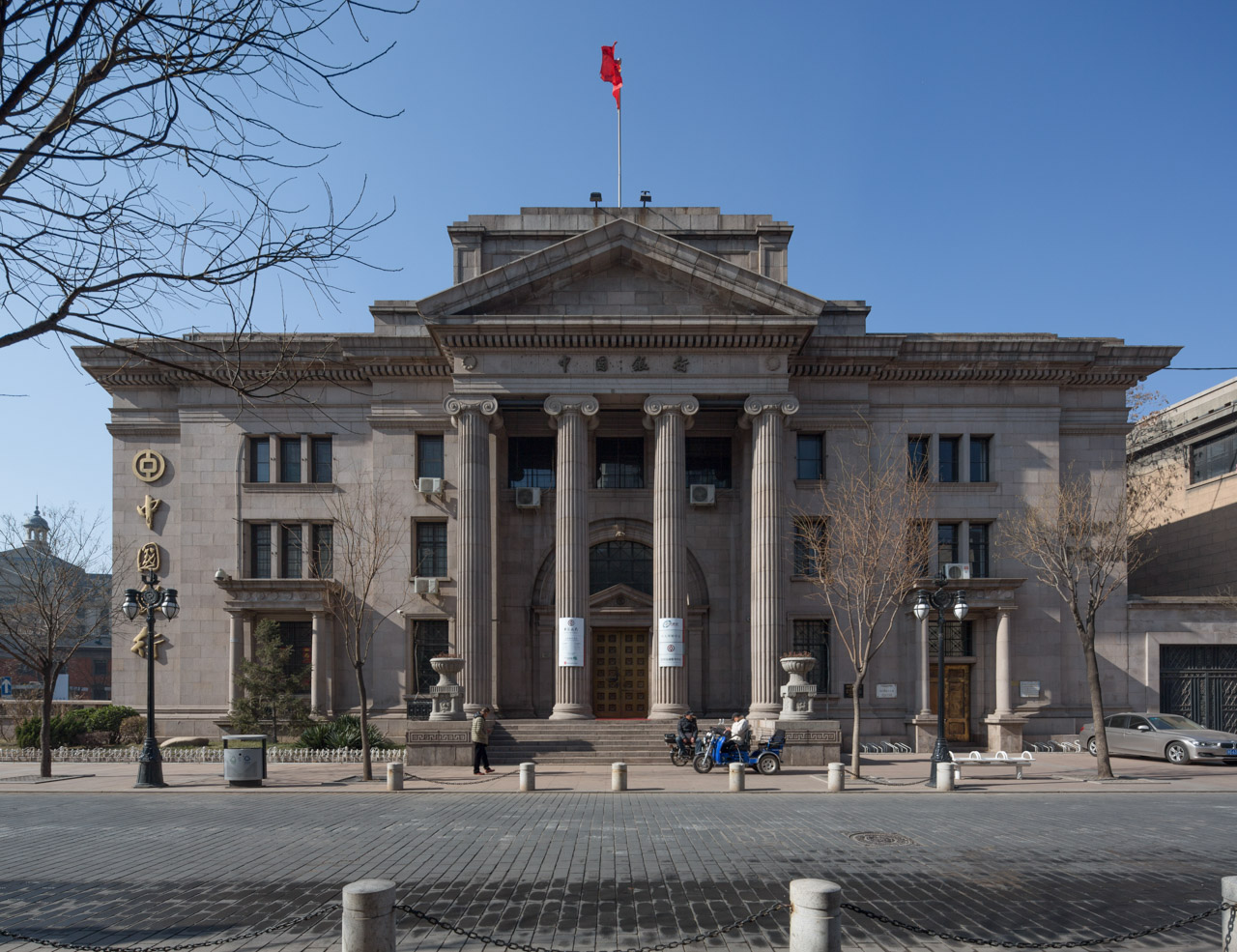
1880年，吴调卿被派往天津创办汇丰银行分行

1880年，吴调卿被派往天津英租界创办汇丰银行分行，并于1882年任天津分行首席买办，此后长期负责汇丰银行在北方的业务扩展，将其业务拓展至北京。他与时任直隶总督李鸿章因同乡背景而关系密切，成为清廷与洋行之间的重要中介。
1894年，吴调卿被任命为中国铁路公司总办，次年兼任关内外铁路总局督办。1896年出任北洋铁路总局总办，主持津芦铁路等工程，并负责与英国方面商谈铁路借款、购置机车设备与引进技术人员。
1896年，受金达等洋务工程师建议和北洋大臣王文韶支持，吴调卿作为北洋铁路总局总办，负责筹建山海关北洋铁路官学堂，拟定《铁路学堂章程》20条。同年11月，清廷批准设立学堂，吴调卿被任命为首任总办（校长）。
戊戌变法失败后，吴调卿逐步淡出政坛，转而投身天津实业发展，先后创办天津自来火公司、北洋硝皮公司、天津织呢厂、天津打包公司、天津电灯厂、天津自来水厂、门头沟通兴煤矿公司等。

## 家庭
- 妻子：刁氏
- 长子：吴颂平
- 二子：吳熙庚
- 三子：吴熙元，娶严信厚之女严淑英。
  - 女儿：吴佩球，曾读于天津中西女子中学，中国肿瘤医学奠基人金显宅之妻。
  - 女儿：吴佩琳
  - 女儿：吴佩珩
  - 女儿：吴佩珉
  - 女儿：吴佩琅
  - 女儿：吴佩珠，先后就读于天津中西女子中学、北京贝满女子中学和辅仁大学西语系。
  - 女儿：吴佩琪，國民革命軍中將蔡文治之妻。
  - 儿子：吴敬学
- 女儿：吳兆琪
- 女儿：吳熙雲